# Felix Bernhardt (DJ)

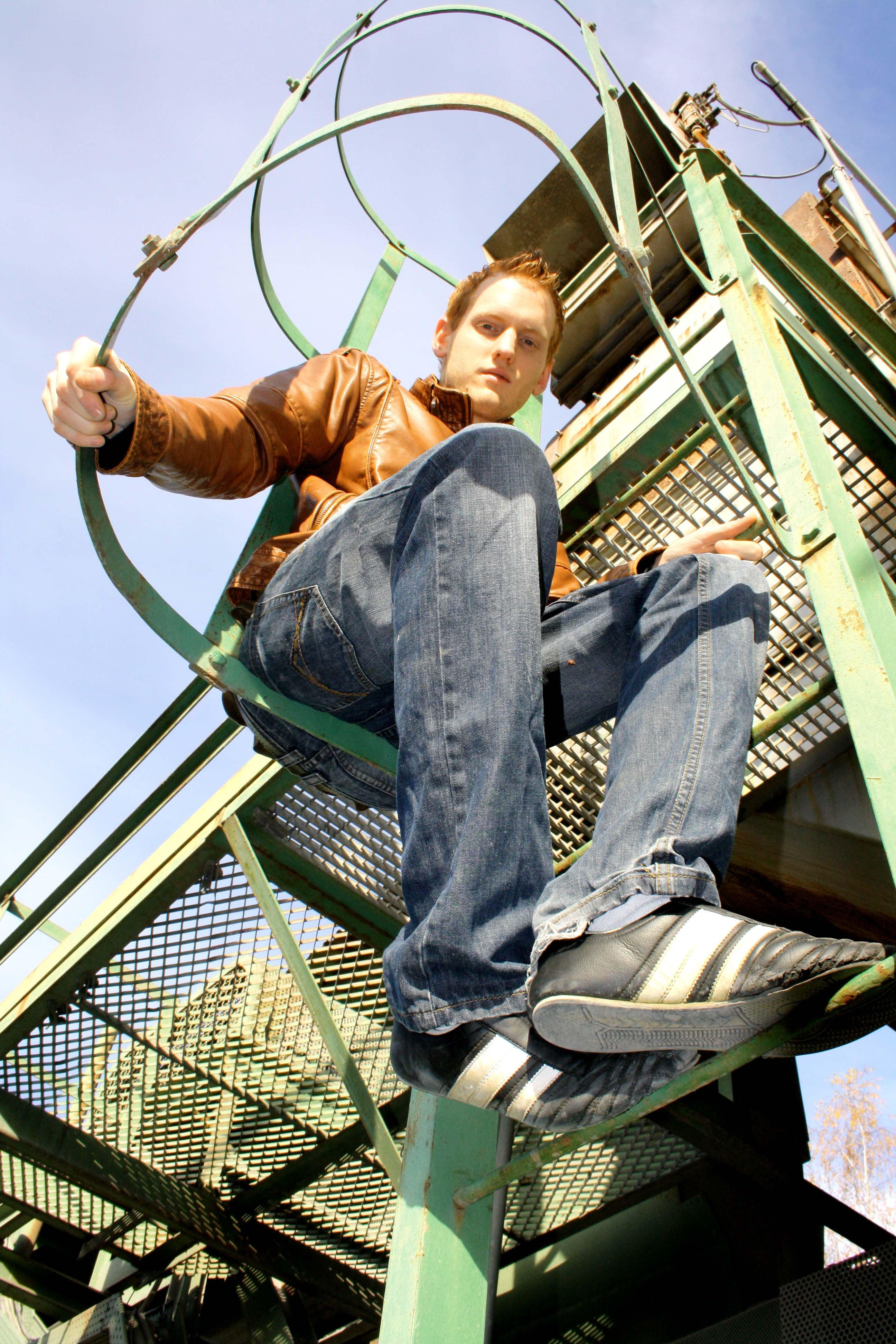
Felix Bernhardt

Felix Bernhardt ist ein deutscher Techno-DJ bzw. Live-Act und -Musikproduzent.

## Werdegang
Felix Bernhardt bastelte im jugendlichen Alter an eigenen Produktionen.
Mit 18 Jahren gelangte er dann durch den Einfluss von diversen Techno-Partys an die elektronische Tanzmusik, dieser damals neuen Leidenschaft ist er bis heute treu geblieben. Bernhardt veröffentlicht mittlerweile seine Tracks auf den verschiedensten Labels, wie zum Beispiel Afulab, der Hut, Italo Business uvm.
Seine Produktionen sind geprägt von glitchigen, schwebenden und zischenden Sounds, dabei ist er eher als Live-Act zu bezeichnen, als ein klassischer DJ.
Seine Sets konnte man zum Beispiel bereits im Tresor in Berlin, im Lehmann Club in Stuttgart, im Butan Club in Wuppertal, Palais Club in München und Airport in Würzburg usw. vernehmen. Außerdem ist er seit einigen Jahren jährlich auf der Nature One oder Ruhr in Love als Live-Act zu sehen.

## Diskographie (Auswahl)

### Platten

#### Alben
- 2011: Durch und Durch – Part 1 of 3 (Afulab)
- 2011: Durch und Durch – Part 2 of 3 (Afulab)
- 2011: Durch und Durch – Part 3 of 3 (Afulab)

#### EPs
- 2009: Bango Banger (Afulab)
- 2009: Felix Bernhardt / Sebastian Groth – The Little Jailhorse Mysterium (Hardshower Music)
- 2010: Bam Bam Bam Part One (Afulab)
- 2010: Abfahrt EP (Afulab)
- 2010: Frisch Aufgetischt EP (Snork Enterprises)
- 2010: Ocean Drive (Microtonal Records)
- 2010: Wander Zirkus EP (Snork Enterprises)
- 2010: Feier Pipi (Italo Business)
- 2010: Black Donkey (Der Hut Afulab)
- 2010: Bam Bam Bam Part Two (Afulab)
- 2011: Der Freche Piepmatz EP (Plastic Rules Music)
- 2011: Party Freak (Afulab)
- 2011: Sobar & Gorziza meets Felix Bernhardt – Beatlejuice (040 Recordings)
- 2011: Mario’s Mini-Party (deejay.de Rec)
- 2012: Club Junk (Afulab)
- 2012: Felix Bernhardt & Grieche – Mister Ouzo (Plattenbau-Music)
- 2012: Grieche & Vokal Meets Felix Bernhardt – Bikini Bottom (deejay.de Rec)
- 2012: Trieb EP (Keymono Music)
- 2012: Rombola (Der Hut Records)
- 2013: Bruzzelmaschine (Afulab)

### CDs

#### Alben
- 2011: Durch und Durch (Afulab)
- 2013: Two dot one (Afulab)